# التاريخ الاقتصادي للسويد أثناء عصر الحرية

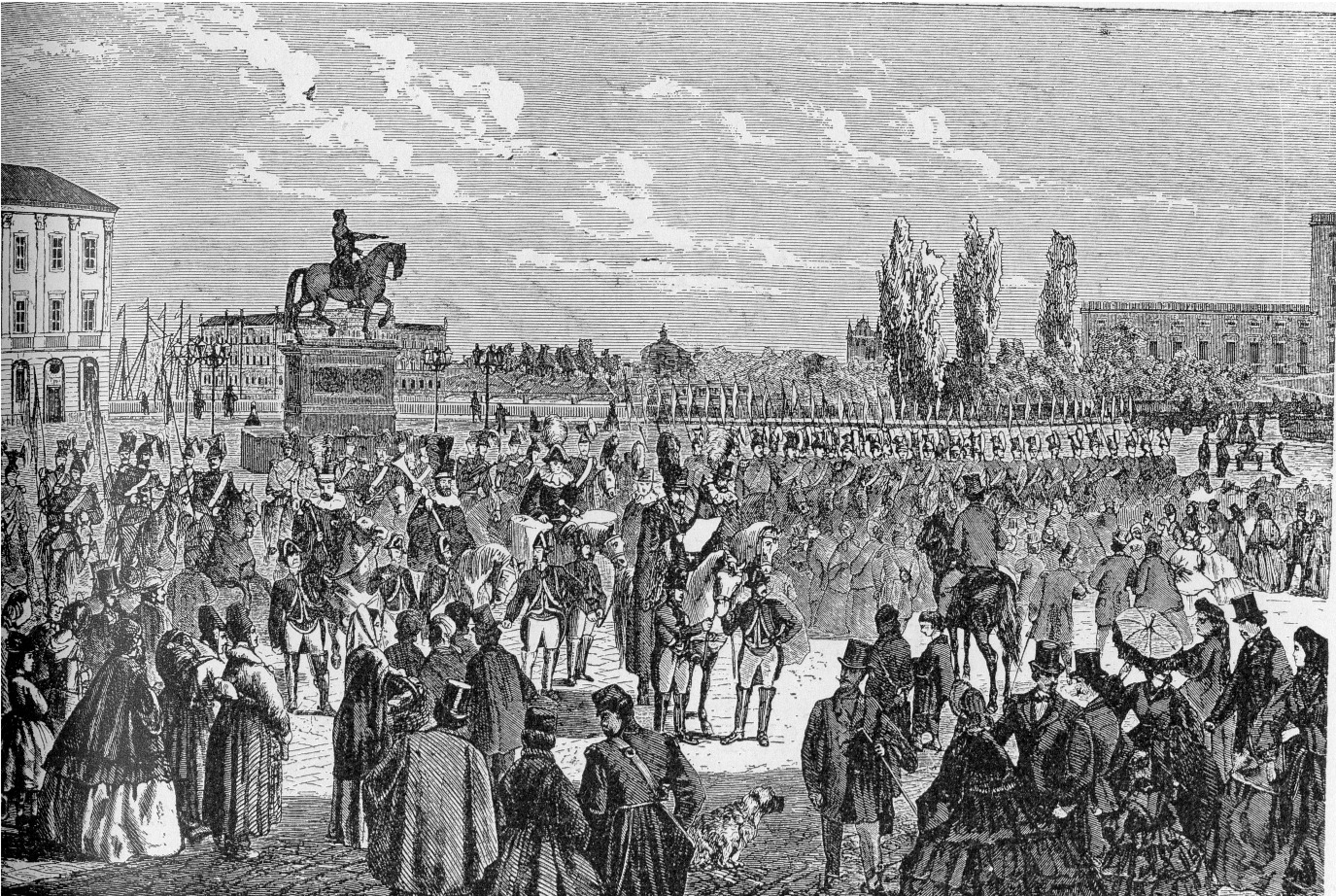

يدرس التاريخ الاقتصادي لعصر الحرية في السويد التغيرات التي طرأت على الاقتصاد السويدي بين عامي 1718 و1772. يُشار أيضًا إلى العوامل الاقتصادية التي ساهمت في سقوط الإمبراطورية السويدية والتحول عن الملكية المطلقة، بالإضافة إلى إرث العصر من حيث التاريخ الاقتصادي للأمة بعد عام 1772.
تركت حرب الشمال العظمى، التي دامت عقدين، السويد في حالة من الخراب الاقتصادي والسكاني. عندما توفي الملك كارل الثاني عشر، كان «ريكسداغ الطبقات» مقتنعًا بأن نظام الملكية المطلقة، الذي قلل من سلطتهم، هو الذي تسبب في سقوط البلاد. بالتالي، بعد وفاة كارل، أسسوا نظام حكم شبه ديمقراطي أعلن بداية «عصر الحرية». كان من شأن هذه الفترة أن تجلب اضطرابًا اقتصاديًا واجتماعيًا فضلًا عن التنمية الصناعية، ولكن بحلول الوقت الذي انتهى فيه عصر الحرية (نتيجة لانقلاب ذاتي من قبل الملك غوستاف الثالث)، وبقرب بداية القرن التاسع عشر، كانت السويد بكل المقاييس الموضوعية دولةً أضعف مما كانت عليه أثناء «عصر القوة العظمى أو الإمبراطورية السويدية». تضاءلت أرضها، وانقطع احتكارها لتجارة الحديد، وتعثرت في السباق نحو التحول الصناعي المبكر. يمكن عزو هذا الانخفاض إلى أخطاء السياسة المالية والنقدية والتنفيذية التي ارتكبتها مختلف أحزاب ريكسداغ في السلطة، وكذا إلى التحولات التكنولوجية والاقتصادية التي سمحت لمنافسي السويد وجيرانها بتخطيها على الساحة العالمية. مع ذلك، كانت الإصلاحات الزراعية، والتطورات الصناعية المبكرة، والتغيير التدريجي من الإتجارية إلى التجارة الحرة التي حدثت خلال هذه الفترة، هي التي قادت مسار الثورة الزراعية في السويد في تسعينيات القرن الثامن عشر، ثم التصنيع على نطاق واسع في منتصف القرن التاسع عشر إلى أواخره.

## عواقب حرب الشمال العظمى (ما قبل عام 1718)
كانت حرب الشمال العظمى إيذانًا بنهاية «عصر القوة العظمى» للسويد. قُتل ملك السويد المحارب رميًا بالرصاص. تضاءلت إمبراطوريتها في ظل اغتنام أعدائها العديدين الفرصة لمهاجمتها بعد هزيمة كارل الحاسمة في معركة بولتافا. ضعفت قواتها العسكرية التي كانت قوية ذات يوم. دخلت الأمة المهانة القرن الثامن عشر راجعة على أعقابها.
سيُذكر كارل الثاني عشر باعتباره تكتيكيًا تمتع بقدر كبير من الاستعداد للحرب. غير أنه يمكن القول أن هذه الصفة هي التي أدت في النهاية إلى انهيار الإمبراطورية السويدية. منذ سن مبكرة، تعلم أن يحذر من حرب عدوانية، ولكن ألا يتراجع أبدًا إذا هوجمت السويد. أخذ الملك الشاب هذه النصيحة على محمل الجد. عندما هاجم تحالف بطرس الأكبر، وفريدريك الرابع ملك الدنمارك، وأغسطس الثاني القوي، السويد في عام 1700، رفض كارل أي عرض للسلام بعد سلسلة انتصاراته الأولية في النصف الأول من الحرب. رفض اتفاقيات السلام التي كان من الممكن أن تنقذ إمبراطوريته حتى بعد الفشل في معركة بولتافا وما ترتب على ذلك من هزائم. بين عامي 1709 و1716، انخفض عدد سكان السويد من نحو 1,550,000 إلى أقل من 1,400,000 نسمة. كانت أغلب هذه الخسائر من الشبان الأصحاء بدنيًا، تاركين في ديارهم السكان من النساء والأطفال والمسنين. كان فرض الضرائب المستمر على جهود كارل الحربية التي لا تتوقف، إلى جانب الحصاد السيئ، يعني أن السكان كانوا يتلاشون من الجوع. للإضافة لهذه القضايا، كانت أساليب كارل في تحمل تكاليف الحرب سببًا في المزيد من الصراع. كان جورج هاينريش فون غورتز؛ رجل دولة من هولستاين، وزيرًا للسويد ومستشارًا جديرًا بالثقة للملك. كانت سياسته النقدية تتألف من سك عملات النحاس التي يمكن استخدامها لشراء الإمدادات والأسلحة بأسعار زهيدة. كان الاعتقاد أنه بمجرد انتهاء الحرب، يمكن استبدال هذه العملات بالفضة، ولكن كارل ذهب بعيدًا جدًا وغمر الاقتصاد بالعملات إلى حد لا توجد فيه أي فرصة لاستبدالها بالفضة بمجرد أن يحين وقت ذلك. بدأ التجار في المطالبة بسعر أعلى للسلع إذا ما تم الدفع بالنحاس وليس بالفضة. أدى ذلك إلى حظر الملك للفضة بشكل مطلق، مطالبًا بتسليمها جميعًا إلى الحكومة مقابل النحاس.
كانت هذه السياسات مكروهةً بشكل كبير بين الريكسداغ. ألقوا باللوم على الملكية المطلقة بشأن الحالة التي تدهورت إليها البلاد. في رأيهم، سمحت الأيديولوجيا للملك الشاب بالتصرف كحاكم أعلى ودفع الأمة إلى الحرب دون أي اعتبار لشعبها. بمجرد وفاة الملك، الذي أطلق جندي مجهول عليه النار أثناء حصار فريدريكستن عام 1718، سارع الريكسداغ إلى ضمان سقوط حكم الملكية المطلقة إلى جانب سيده. لم يُسمح للملكة الجديدة، أولريكا إليونورا، باعتلاء العرش إلا إذا ألغت الملكية المطلقة وأعادت السلطة إلى الريكسداغ. كُتب دستور جديد في عام 1719. في العام نفسه، أصدر الريكسداغ أول عمل قضائي لهم: سجن البارون غورتز وإعدامه بسبب خيانته المزعومة للبلاد بسياسته المالية وارتباطه الوثيق بالملك الراحل كارل. في عام 1721، وُقعت معاهدات سلام فردية مع الأطراف المتحاربة في حرب الشمال العظمى. بذلك بدأ عصر الحرية في السويد.